# Grammostola rosea
Grammostola rosea, mais conhecida como tarântula-rosa ou rosa-chilena, é uma tarântula. Leva esse nome por ser proveniente do Chile. Seus pelos têm tons de castanho e rosa, destacando-se o seu cefalotórax (prossoma), que é cor-de-rosa brilhante forte.

## Caracteristicas

### Tempo de Vida
As fêmeas vivem de 15–20 anos. Os machos morrem após a cópula, o que acontece quando atingem maturidade sexual, por volta dos 3 ou 4 anos. As fêmeas atingem a maturidade sexual com 5 anos.

### Distribuição e hábitat
Encontram-se no Chile, Bolívia e Argentina, em zonas áridas e semiáridas. Vivem em tocas rasteiras, onde estas são encontradas já disponíveis ou escavadas pelos próprios indivíduos e revestidas por uma fina camada de seda. Gostam de ambientes com temperatura por volta dos 22 °C e umidade 70%.

### Tamanho
Medem cerca de 14 cm de comprimento e cerca de 12 cm de amplitude máxima das patas.

### Alimentação
Caçam à noite fazendo emboscada, usando seu veneno (não nocivo para o homem[carece de fontes?]) para paralisar as presas. As tarântulas não conseguem digerir o alimento internamente, então, injectam os sucos digestivos para o interior da presa e sugam, posteriormente, os produtos da digestão. Alimentam-se de invertebrados sendo o mais comum grilos.

### Reprodução
É uma espécie ovípara. Durante o acasalamento, os machos ficam particularmente vulneráveis à predação por parte das fêmeas; por isso, nestes, o primeiro par de patas tem um esporão cuja função é manter afastadas as quelíceras das fêmeas. Cada postura pode ter de 100 a 250 ovos. O período de incubação é de cerca de três a quatro meses.

## Fotos

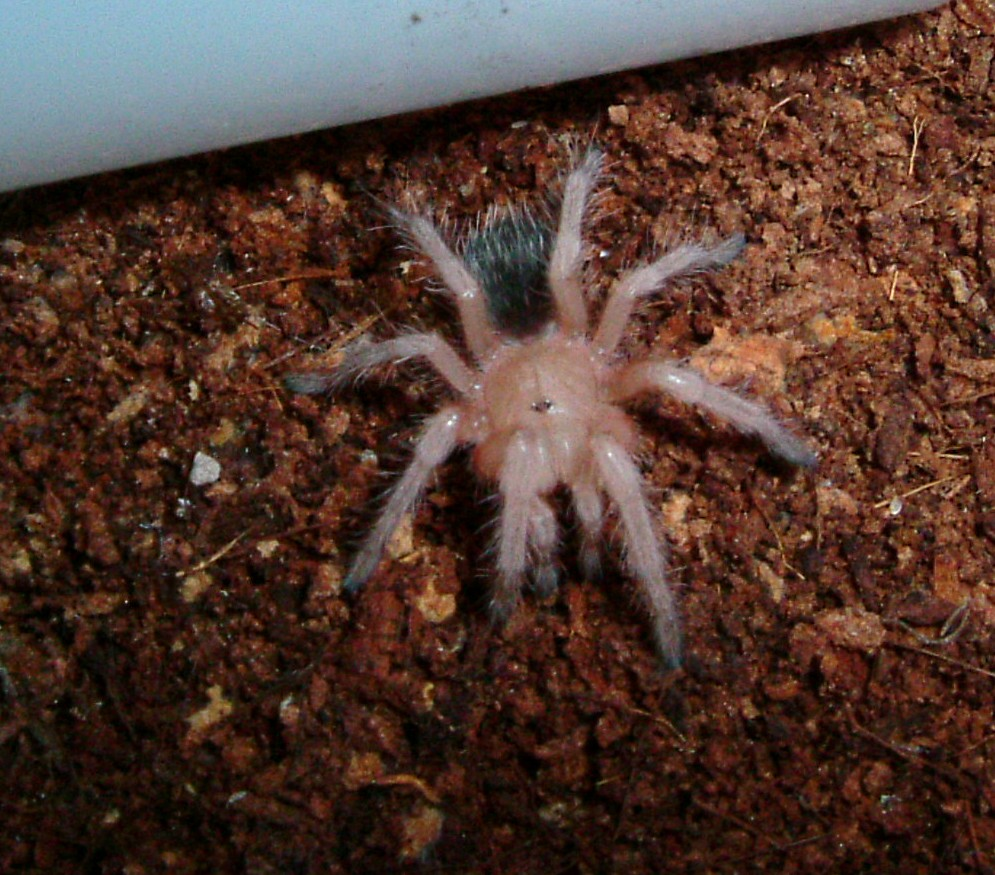
Aranha Jovem.
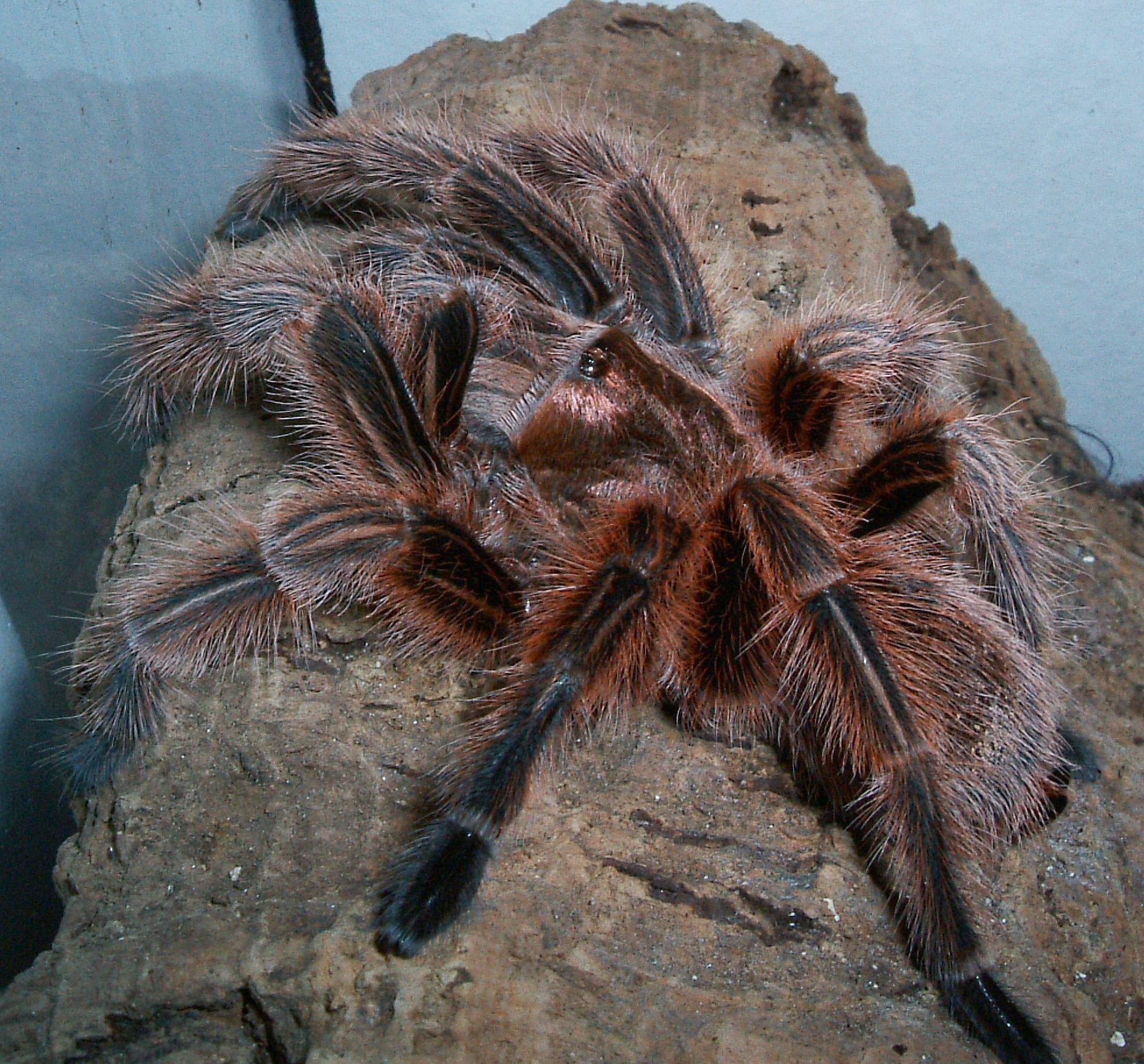
Fêmea Adulta.
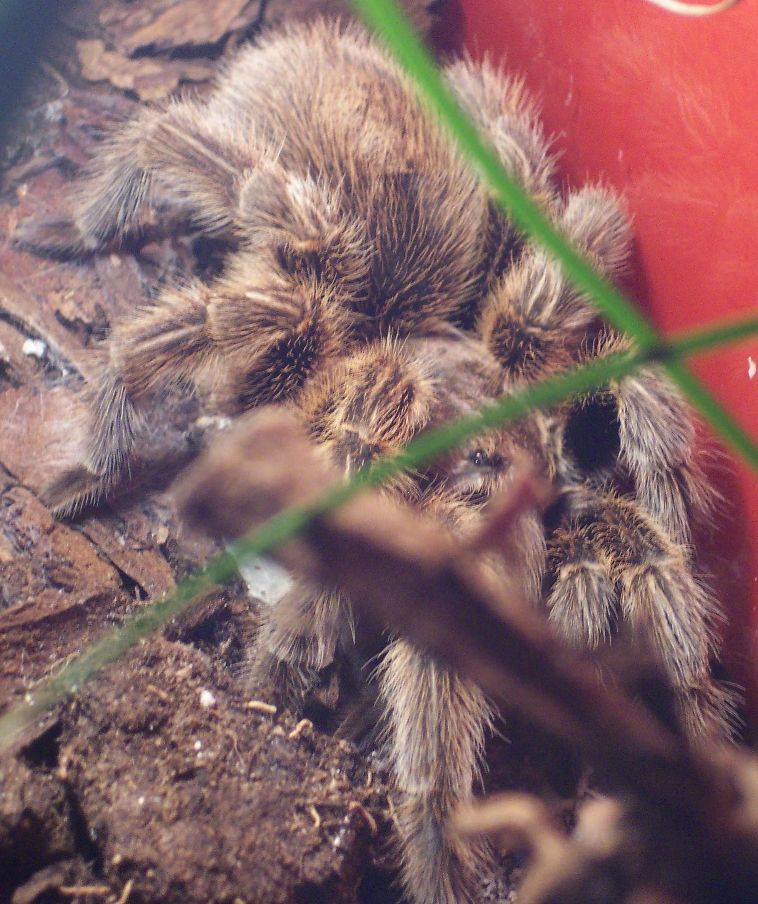
Grammostola rosea
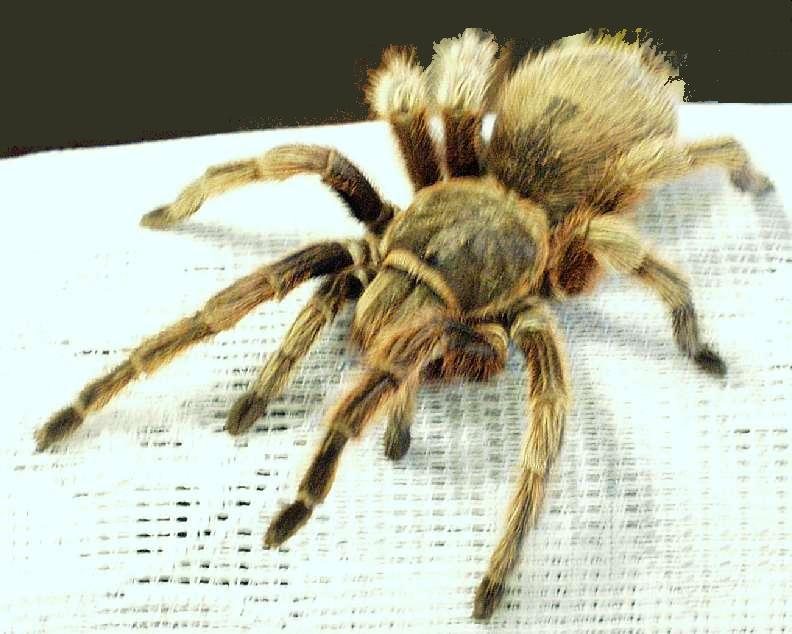